# Sreten Sretenović
Sreten Sretenović (ur. 12 stycznia 1985 w Čačaku) – serbski piłkarz grający na pozycji obrońcy.
Sretenović gra na pozycji obrońcy, swoją karierę zaczynał w FK Rad. Mierzący 192 cm zawodnik był centralną postacią swojej drużyny czym zwrócił na siebie uwagę wielu drużyn. Młodego Serba w swoim składzie chciały takie kluby jak: FK Crvena zvezda Belgrad, Steaua Bukareszt, CSKA Moskwa czy Villarreal CF.
Po sezonie 2006/07 Sretenović zapragnął gry w klubie z zachodniej Europy i 29 czerwca 2007 roku podpisał kontrakt z SL Benfica. W klubie tym nie zdołał jednak przebić się do pierwszego składu i został wypożyczony do Zagłębia. W 2008 roku grał w rumuńskim FC Timiszoara. Jesienią sezonu 2009/2010 ponownie występował w drużynie Zagłębia Lubin. Wiosną tegoż sezonu przeszedł do rosyjskiego zespołu Kubania Krasnodar. Od 2013 r. grał w drużynie Gyeongnam FC w Korei Płd. 20 stycznia 2015 r. oficjalnie został piłkarzem Cracovii.